# Sinfonía n.º 15 (Haydn)

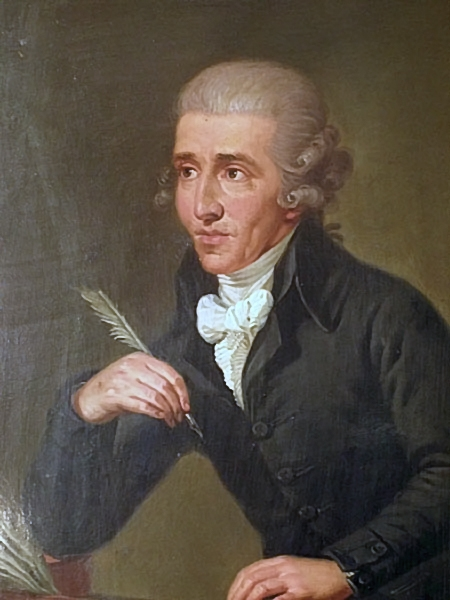
Haydn hacia 1770.

La Sinfonía n.º 15 en re mayor, Hob. I:15 fue compuesta por Joseph Haydn probablemente entre 1761.

## Historia
La producción sinfónica del maestro austríaco puede dividirse a grandes rasgos en tres bloques temporales: el primer bloque (1757-1761) se corresponde con su periodo al servicio del conde Carl von Morzin (n.º 1 - n.º 5); el segundo bloque en la corte Esterházy (1761-1790 pero con la última sinfonía para el público de Esterházy en 1781); y el tercer bloque (1782-1795) comprende las Sinfonías de París (n.º 82 - n.º 87) y las Sinfonías de Londres (n.º 93 - n.º 104). La etapa al servicio del conde Morzin en la corte de Lukavec llegó a su fin con el inicio de tiempos de dificultades económicas para la nobleza bohemia. El 1 de mayo de 1761 el compositor firmó su contrato como vice-kapellmeister (más tarde kapellmeister) de la familia Esterházy, que nominalmente duró 48 años, hasta su muerte.
La composición de esta pieza se cree que pudo desarrollarse en 1761, cuando el compositor tenía 29 años. Existe cierta incertidumbre en cuanto a la fecha de esta sinfonía. El hecho de que contenga algunas de las innovaciones más llamativas sugeriría que al menos provino de algún momento del período de Esterházy, probablemente temprano. La facilidad y seguridad con la que Haydn compuso parecería ser el resultado de la seguridad y el estímulo que el compositor recibió del príncipe Nicolás Esterházy.

## Instrumentación
La partitura está escrita para una orquesta formada por:
- Viento madera: 2 oboes, 1 fagot.
- Viento metal: 2 trompas.
- Cuerda: una sección de cuerdas con 2 violines, viola, violonchelo y contrabajo.
- Teclado: clavecín como bajo continuo.

En aquella época se solía emplear un fagot para amplificar la voz del bajo, incluso sin una notación separada. En cuanto a la participación del clavecín como bajo continuo en las sinfonías de Haydn existen diversas opiniones entre los estudiosos: James Webster se sitúa en contra; Hartmut Haenchen a favor; Jamie James en su artículo para The New York Times presenta diferentes posiciones por parte de Roy Goodman, Christopher Hogwood, H. C. Robbins Landon y James Webster. A partir de 2019 la mayor parte de las orquestas con instrumentos modernos no utiliza el clavecín como continuo. No obstante, existen grabaciones con clavecín en el bajo continuo realizadas por: Trevor Pinnock (Sturm und Drang Symphonies, Archiv, 1989-1990); Nikolaus Harnoncourt (n.º 6–8, Das Alte Werk, 1990); Sigiswald Kuijken (incluidas las Sinfonías de París y Londres; Virgin, 1988-1995); Roy Goodman (Ej. n.º 1-25, 70-78, 82-87; Hyperion, 2002).

## Estructura y análisis
La sinfonía consta de cuatro movimientos:
- I. Adagio 3
4 – Presto 4
4 – Adagio 3
4 en re mayor
- II. Menuet, en re mayor – Trio, en sol mayor 3
4
- III. Andante, en sol mayor 2
4
- IV. Presto, en re mayor 3
8

La interpretación de esta obra dura aproximadamente entre 15 y 20 minutos. Es una de las pocas sinfonías de Haydn en situar el minueto en segundo lugar y el movimiento lento en tercer lugar, trastocando la estructura clásica de la sinfonía en la cual intercambian estos puestos. Este patrón sólo se encuentra en otras cinco sinfonías de Haydn, todas ellas tempranas excepto una (Sinfonías "B", n.º 32, 37, 44, 68).  

### I.Adagio–Presto–Adagio
El primer movimiento, Adagio – Presto – Adagio, está escrito en la tonalidad de re mayor, en compás de 3/4 que en el Presto a 4/4. Presenta una estructura ternaria de obertura francesa (A-B-A) en la que dos Adagios enmarcan un Presto central. Esta disposición, inusual para un movimiento inicial, ya la había empleado Haydn en el movimiento lento de su Sinfonía n.º 6. La sección A es el primer Adagio. Se trata de una apertura lenta que es una pieza totalmente autosuficiente y redonda, separada del resto del movimiento. El ejemplo más famoso de este recurso estructural es el "gran tema" del Concierto para piano n.º 1 de Chaikovski. Tras un breve pasaje de transición llega el Presto central que es muy animado y contrapuntístico, hasta el punto de que es difícil distinguir algún tema o motivo específico. El Adagio de cierre es una especie de serenata, en que las cuerdas graves proporcionan un acompañamiento parecido a una guitarra pulsada mientras las trompas añaden una lánguida contramelodía a la melodía principal.

### II.Menuet–Trio
El segundo movimiento, Menuet – Trio, está en re mayor y el trío en sol mayor, en compás de 3/4 y adopta una forma ternaria de minueto con trío. La obra es una de las pocas sinfonías del Clasicismo en situar el minueto en segundo lugar (entre otras, cabe citar las Sinfonías n.º 44 y "B" de Joseph Haydn así como la n.º 15 y n.º 16 de su hermano Michael Haydn). Quizá este cambio en el orden habitual de los movimientos viene dado por lo inusual del primer movimiento que hace que el minueto salte por delante de su puesto tradicional para quedar en segundo lugar. Este movimiento evita tanto la danza campesina con sus rústicos y marcados pasos como el estilo galante más refinado en favor de una caminata juguetona y saltarina, intercalada por un lánguido trío. El trío cuenta con un solo para dos violas o violonchelo. Imita a un quinteto dado que se mantiene un diálogo entre las secciones de violines primeros, violines segundos, violas y chelos sostenidos por los contrabajos.

### III.Andante
El tercer movimiento, Andante, está en sol mayor y en compás de 2/4. Se caracteriza por una perezosa alegría, casi gatuna, sin ningún indicio de ensueño.

### IV.Presto
El cuarto y último movimiento, Presto, retoma la tonalidad inicial, el compás es 3/8 y sigue la forma sonata. El breve Finale regresa al espíritu del Presto inicial con una voluble sección central en modo menor. Aunque no alcanza el mismo nivel de innovación que el movimiento de apertura, es una conclusión jovial y bien elaborada, acorde con el ideal clásico de Finale.